# Agrotis fuscata
Agrotis fuscata là một loài bướm đêm trong họ Noctuidae.